# Disjuntor motor
Em comandos elétricos, disjuntor motor é um dispositivo de manobra e proteção de motores elétricos. 
O dispositivo garante a proteção de circuitos e motores contra correntes de sobrecargas e curto-circuitosdotado de disparadores térmicos e magnéticos, que podem ser calibrados em função das caraterísticas da carga, e também é dotado da capacidade de sensibilidade à falta de fase.

## Vantagens
Um disjuntor motor substitui o disjuntor, relé térmico, e fusíveis, reunindo todas as funções em um único aparelho.